# Мегаум
„Мегаум“ (на английски: Megamind) е анимационен филм от 2010 година продуциран от "DreamWorks Animation" и "Red Hour Productions" и разпространяван от Paramount Pictures. Филмът е на Digital 3D, IMAX 3D.

## Сюжет
Внимание:  Текстът по-долу разкрива сюжета на произведението (или части от него)!
Мегаум е брилянтен и изключително умен суперзлодей, който иска от 20 години да завладее Метросити. Възпрепятстван е всеки път от своя враг – супергероя Метромен. Един ден всичко се променя и Мегаум убива Метромен в поредния, но недоизпипан план. Внезапно остава без противник, с когото да се бори. Злодеят осъзнава, че единственият начин да оправдае своето съществуване е да си създаде нов враг, но той се оказва по-силен и по-опасен от Метромен, и хиляди пъти по-лош от него. Новият злодей – Титан в един момент създава свой план за унищожението на света и Мегаум се изправя пред проблема дали може да се справи със собственото си диаболично създание.